# Alexandre Lacazette
Alexandre Armand Lacazette (Lyon, 28 de maio de 1991) é um futebolista francês que atua como atacante. Atualmente joga no Neom SC, da Arábia Saudita.

## Carreira

### Base
De origem guadalupina, Lacazette começou nas categorias de base do ELCS Lyon, time amador de sua cidade natal, onde jogou até 2003. No Lyon, permaneceu durante sete anos na equipe de jovens dos Gones.

### Lyon
Na temporada 2009-10 do CFA, Lacazette se destacou marcando 12 gols em 22 partidas, um dos melhores jogadores da liga 1, desempenho que levou Claude Puel, então treinador da equipe principal do Lyon, a promover Lacazette em 2010. O jovem atacante ficou no banco durante a partida contra o Montpellier, em 2 de maio. Fez sua estreia como profissional três dias depois, contra o Auxerre. 
Lacazette marcou seu primeiro gol como profissional contra o Sochaux, em outubro de 2010. Marcou seu primeiro gol em uma Liga dos Campões da UEFA contra o Hapoel Tel Aviv, em dezembro de 2010. Terminou sua primeira temporada profissional com 2 gols.
Lacazette marcou seu primeiro gol em um mata-mata de Champions League em 2011-12 contra o APOEL, pelo jogo de ida das oitavas de final, mas viu seu time ser eliminado no jogo de volta. Lacazette terminou a temporada 2011-12 com 10 gols marcados. 
Sua terceira temporada como profissional foi fraca, visto que terminou com 37 jogos e apenas 4 gols marcados.
Na temporada 2013-14, faria sua primeira grande temporada como profissional, terminando artilheiro do time junto com Bafétimbi Gomis com 22 gols, sendo 15 na Ligue 1.
Na temporada 2014-15, Lacazette foi artilheiro da Ligue 1 com 27 gols
Em 20 de agosto de 2015, Lacazette marcou o seu primeiro gol na temporada 2015-16, contra o Marseille em um empate por 1 a 1. No dia 7 de maio de 2016, Lacazette marcou três vezes na vitória histórica por 6x1 sobre o rival Monaco, o jogador terminou artilheiro do time na Ligue 1 em 2015-16 com 21 gols. 
Em sete anos na equipe do Lyon se tornou o terceiro maior artilheiro da história do clube com 129 gols marcados. Em Julho de 2017 se tornou a contratação mais cara da história do Arsenal por aproximadamente 60 milhões de euros.

### Arsenal
Lacazette foi apresentado ao Arsenal ainda em Julho e fez sua estreia na vitória sobre o Chelsea em jogo válido pela Supercopa da Inglaterra, conquistando assim o seu primeiro título na Inglaterra. Em sua temporada de estreia na terra da rainha, foi autor de 14 gols ao longo da Premier League. Já pela UEFA Europa League foram 3 gols em 4 partidas disputadas. Foi vice-campeão da Copa da Liga Inglesa em 2017-18. 
Na temporada seguinte, em 2018-19, ele e seu companheiro de ataque, Pierre-Emerick Aubameyang foram responsáveis por 35 gols durante da Premier League. Juntamente de Aubameyang, ele foi um dos principais destaques do clube na temporada e chegou próximo de conquistar um título europeu, mas viu os Gunners serem goleados pelo Chelsea na decisão da Liga Europa da UEFA de 2018-19.
Lacazette deixou o Arsenal após cinco temporadas, pelo qual disputou mais de 200 partidas e marcou 71 gols. Na última temporada, jogou 36 vezes e fez sete gols.

### Retorno ao Lyon
Em 9 de junho de 2022 o Lyon anunciou a volta do atacante Alexandre Lacazette, que assinou até 2025.
No dia 5 de agosto de 2022, marcou seu primeiro gol na volta ao Lyon na vitória por 2 a 1 contra o Ajaccio no jogo de abertura da Ligue 1.

### Neom SC
Em 1 de julho de 2025, Lacazette foi anunciado pelo Neom SC, time que disputa a Saudi Pro League.

## Seleção Francesa
Lacazette teve passagens pelas Seleções Sub-16, Sub-17, Sub-18, Sub-19, Sub-20  e Sub-21 da França. 
Fez parte do elenco francês que disputou a Copa do Mundo Sub-20 de 2011, realizado na Colômbia. Além de Lacazette, os Bleus, treinados por Francis Smerecki, contaram com outros seis jogadores do Lyon (Thomas Fontaine, Sébastien Faure, Clément Grenier, Yannis Tafer, Timothée Kolodziejczak e Enzo Reale) e o atacante foi um dos destaques da França, que terminou a competição em quarto lugar.

## Estatísticas
Atualizado até 10 de março de 2025.

### Clubes
| Equipe            | Temporada         | Campeonato nacional | Campeonato nacional | Copas nacionais | Copas nacionais | Competições continentais | Competições continentais | Outros torneios | Outros torneios | Total | Total |
| Equipe            | Temporada         | Jogos               | Gols                | Jogos           | Gols            | Jogos                    | Gols                     | Jogos           | Gols            | Jogos | Gols  |
| ----------------- | ----------------- | ------------------- | ------------------- | --------------- | --------------- | ------------------------ | ------------------------ | --------------- | --------------- | ----- | ----- |
| Lyon              | 2009–10           | 1                   | 0                   | –               | –               | –                        | –                        | –               | –               | 1     | 0     |
| Lyon              | 2010–11           | 9                   | 1                   | –               | –               | 2                        | 1                        | –               | –               | 11    | 2     |
| Lyon              | 2011–12           | 29                  | 5                   | 8               | 4               | 6                        | 1                        | –               | –               | 43    | 10    |
| Lyon              | 2012–13           | 31                  | 3                   | –               | –               | 5                        | 1                        | 1               | 0               | 37    | 4     |
| Lyon              | 2013–14           | 36                  | 15                  | 6               | 5               | 12                       | 2                        | –               | –               | 54    | 22    |
| Lyon              | 2014–15           | 33                  | 27                  | 3               | 3               | 4                        | 1                        | –               | –               | 40    | 31    |
| Lyon              | 2015–16           | 34                  | 21                  | 3               | 0               | 6                        | 2                        | 1               | 0               | 44    | 23    |
| Lyon              | 2016–17           | 30                  | 28                  | 2               | 2               | 12                       | 7                        | 1               | 0               | 45    | 37    |
| Lyon              | 2022–23           | 35                  | 27                  | 4               | 4               | –                        | –                        | –               | –               | 39    | 31    |
| Lyon              | 2023–24           | 29                  | 19                  | 6               | 3               | –                        | –                        | –               | –               | 35    | 22    |
| Lyon              | 2024–25           | 21                  | 9                   | 2               | 0               | 8                        | 3                        | –               | –               | 31    | 12    |
| Lyon              | Total             | 288                 | 155                 | 33              | 21              | 55                       | 18                       | 3               | 0               | 376   | 194   |
| Arsenal           | 2017–18           | 32                  | 14                  | 2               | 0               | 4                        | 3                        | 1               | 0               | 39    | 17    |
| Arsenal           | 2018–19           | 35                  | 13                  | 4               | 1               | 10                       | 5                        | –               | –               | 49    | 19    |
| Arsenal           | 2019–20           | 30                  | 10                  | 4               | 0               | 5                        | 2                        | –               | –               | 39    | 12    |
| Arsenal           | 2020–21           | 31                  | 13                  | 4               | 1               | 8                        | 3                        | –               | –               | 43    | 17    |
| Arsenal           | 2021–22           | 30                  | 5                   | 6               | 2               | 0                        | 0                        | –               | –               | 36    | 7     |
| Arsenal           | Total             | 158                 | 55                  | 17              | 4               | 27                       | 13                       | 1               | 0               | 206   | 72    |
| Total na carreira | Total na carreira | 446                 | 210                 | 53              | 25              | 82                       | 31                       | 4               | 0               | 578   | 266   |

## Títulos
Olympique Lyonnais
- Copa da França: 2011–12
- Supercopa da França: 2012

Arsenal
- Supercopa da Inglaterra: 2017
- Copa da Inglaterra: 2019–20

Seleção Francesa Sub-19
- Campeonato Europeu de Futebol Sub-19: 2010

### Prêmios individuais
- Chuteira de Bronze da Copa do Mundo Sub-20: 2011
- Onze de Bronze: 2014–15
- Melhor jogador da Ligue 1: 2014–15
- Equipe ideal da Ligue 1: 2013–14, 2014–15, 2016–17
- Jogador do mês da Ligue 1: Dezembro de 2014, Janeiro de 2015, Agosto de 2016
- 94º melhor jogador do ano de 2016 (The Guardian)[6]
- 68º melhor jogador do ano de 2016 (Marca)[7]

### Artilharias
- Copa do Mundo FIFA Sub-20 de 2011 (5 gols)
- Ligue 1 de 2014–15 (27 gols)